# Cerreto di Spoleto
Cerreto di Spoleto település Olaszországban, Umbria régióban, Perugia megyében. Lakosainak száma 975 fő (2023. január 1.). Cerreto di Spoleto Campello sul Clitunno, Cascia, Norcia, Poggiodomo, Sellano, Vallo di Nera, Visso és Preci községekkel határos.

## A település részei
Borgo Cerreto, Bugiano, Nortosce, Ponte, Rocchetta és Triponzo.

## Népesség
A település lakossága az elmúlt években az alábbi módon változott:
| Lakosok száma | 1084 | 1055 | 975  |
|               | 2015 | 2018 | 2023 |

## Közlekedés
A vasútállomás 1926 és 1968 között működött.

## Képek

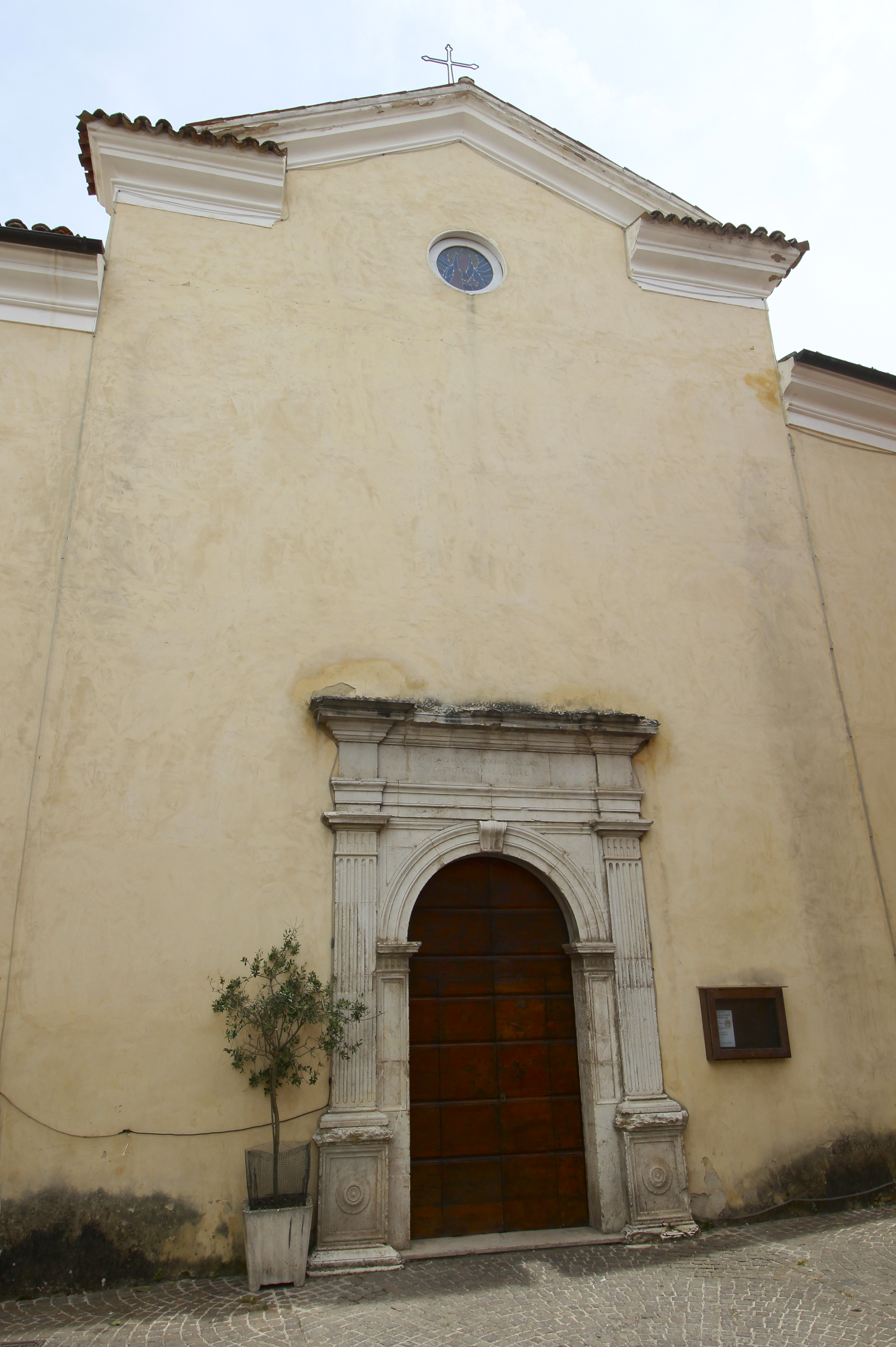
A Santa Maria Annunziata templom
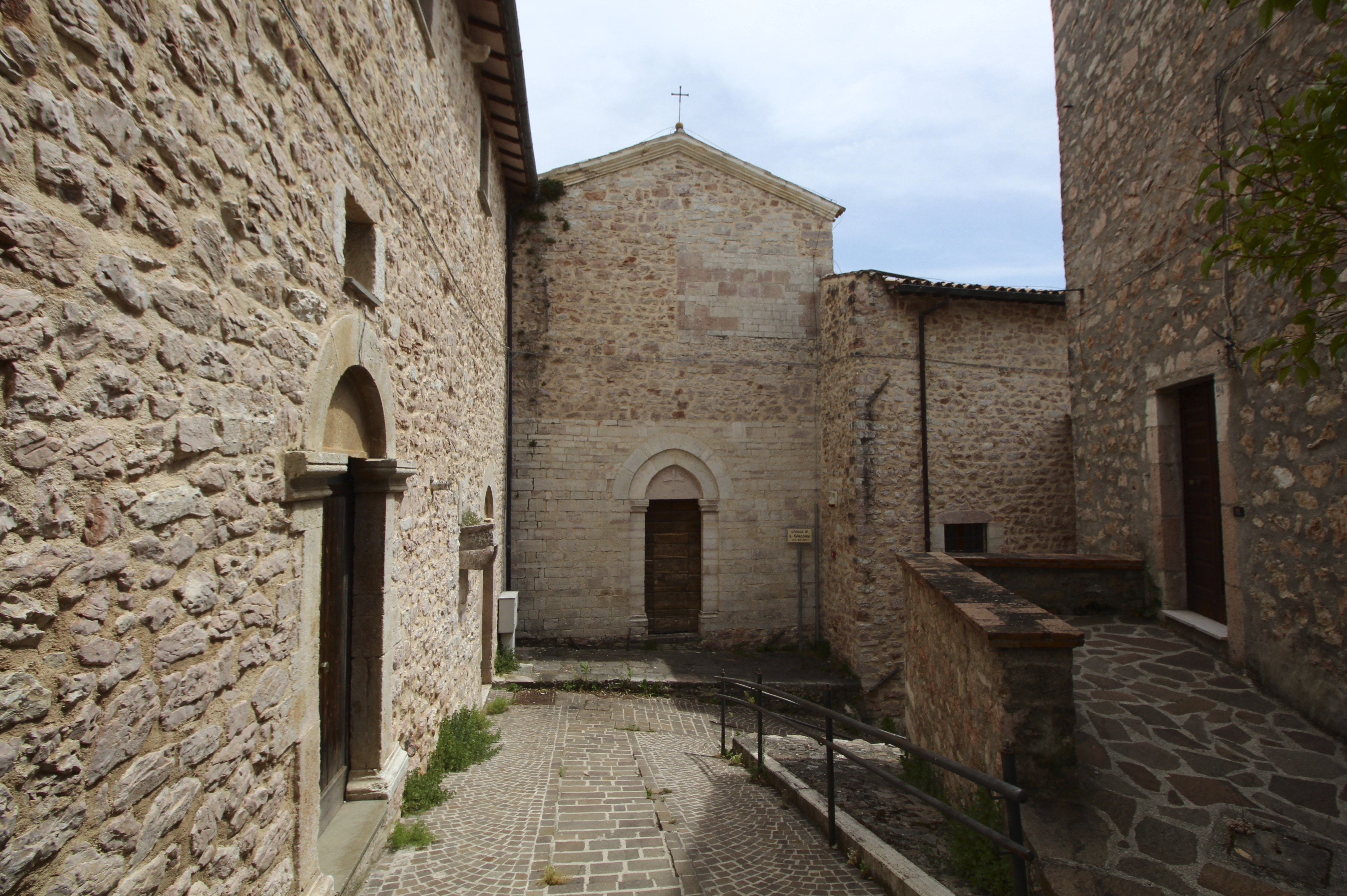
A San Giacomo templom
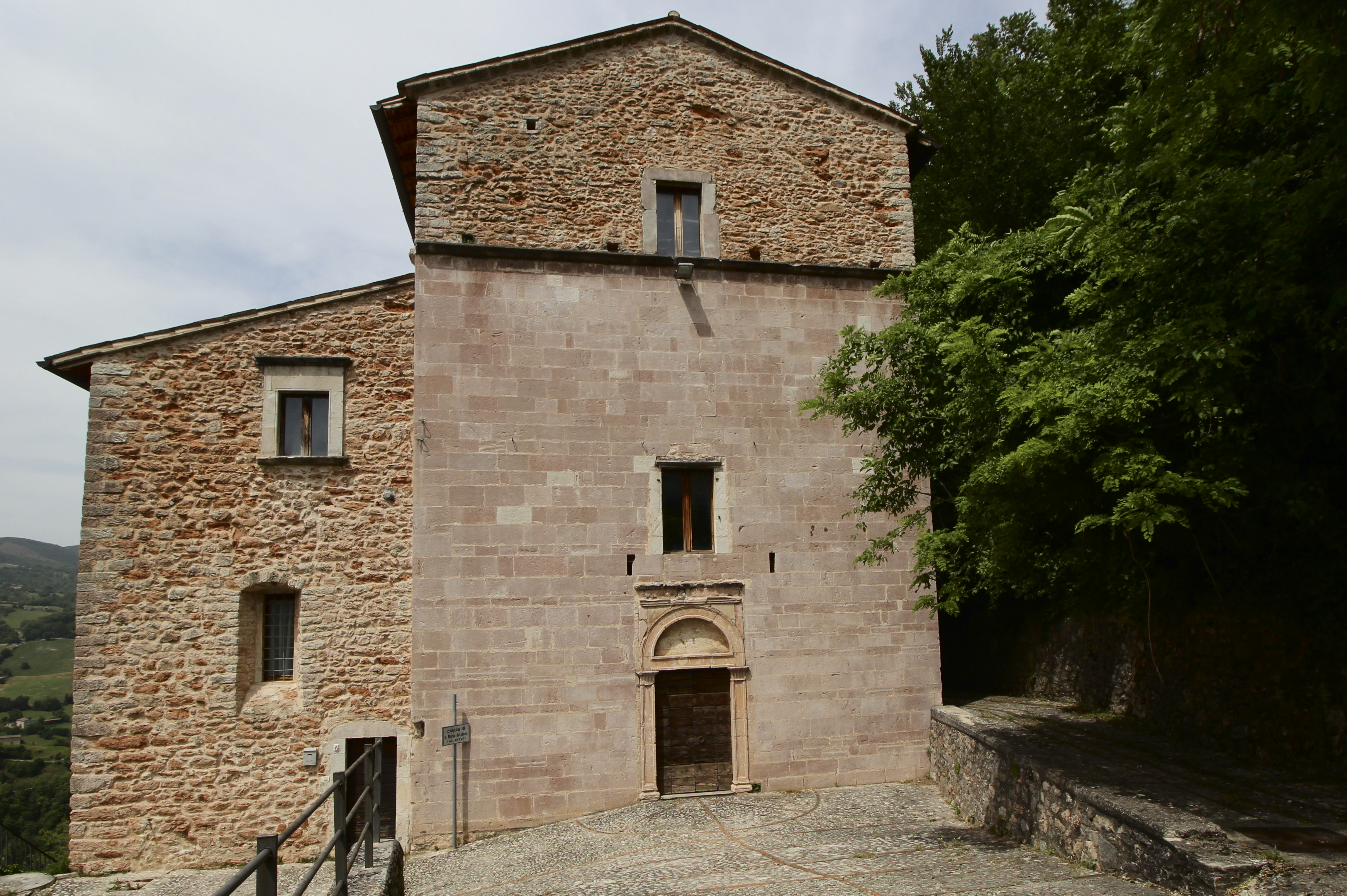
A Santa Maria Delibera templom
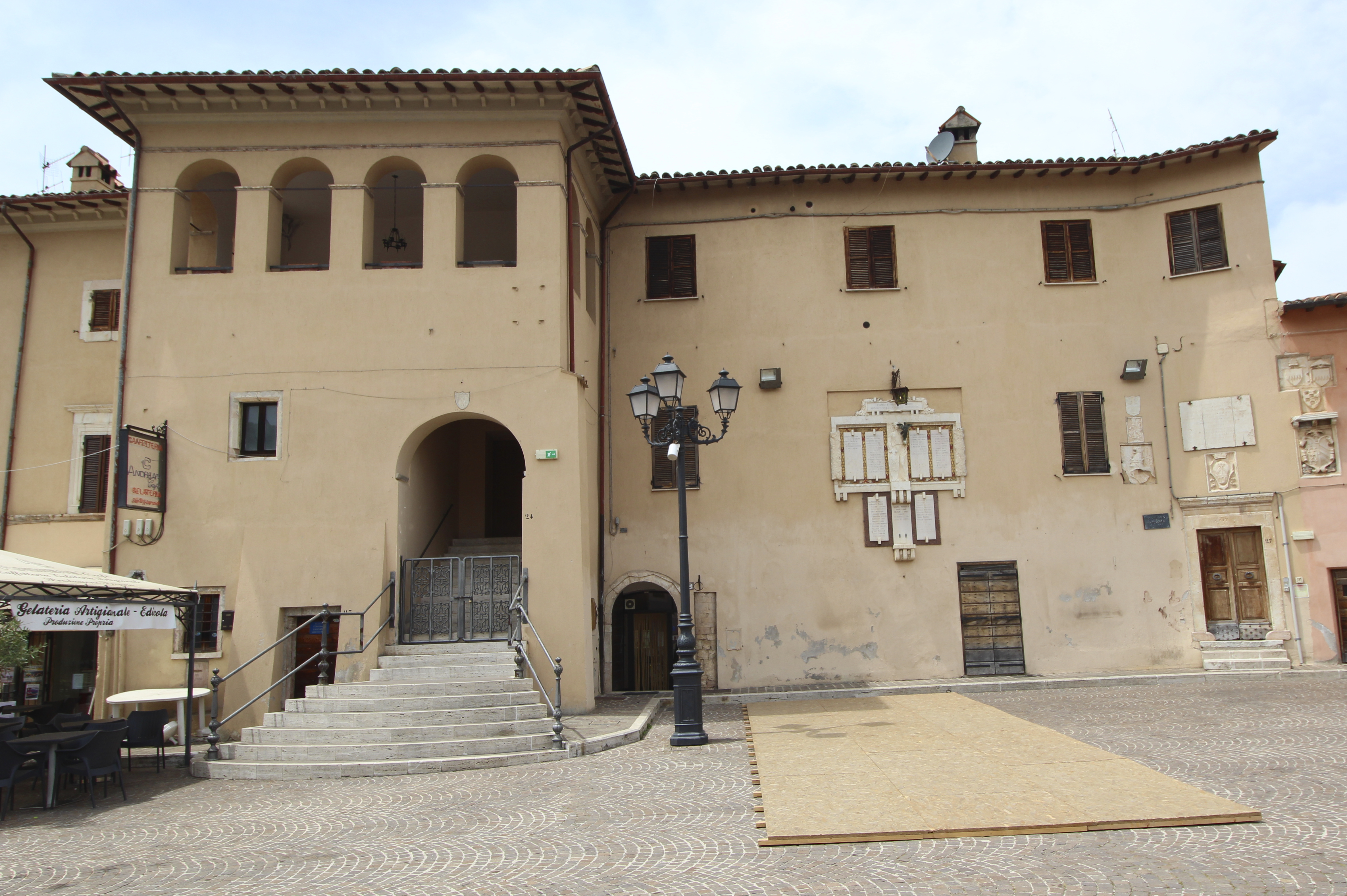
A régi tanácsház
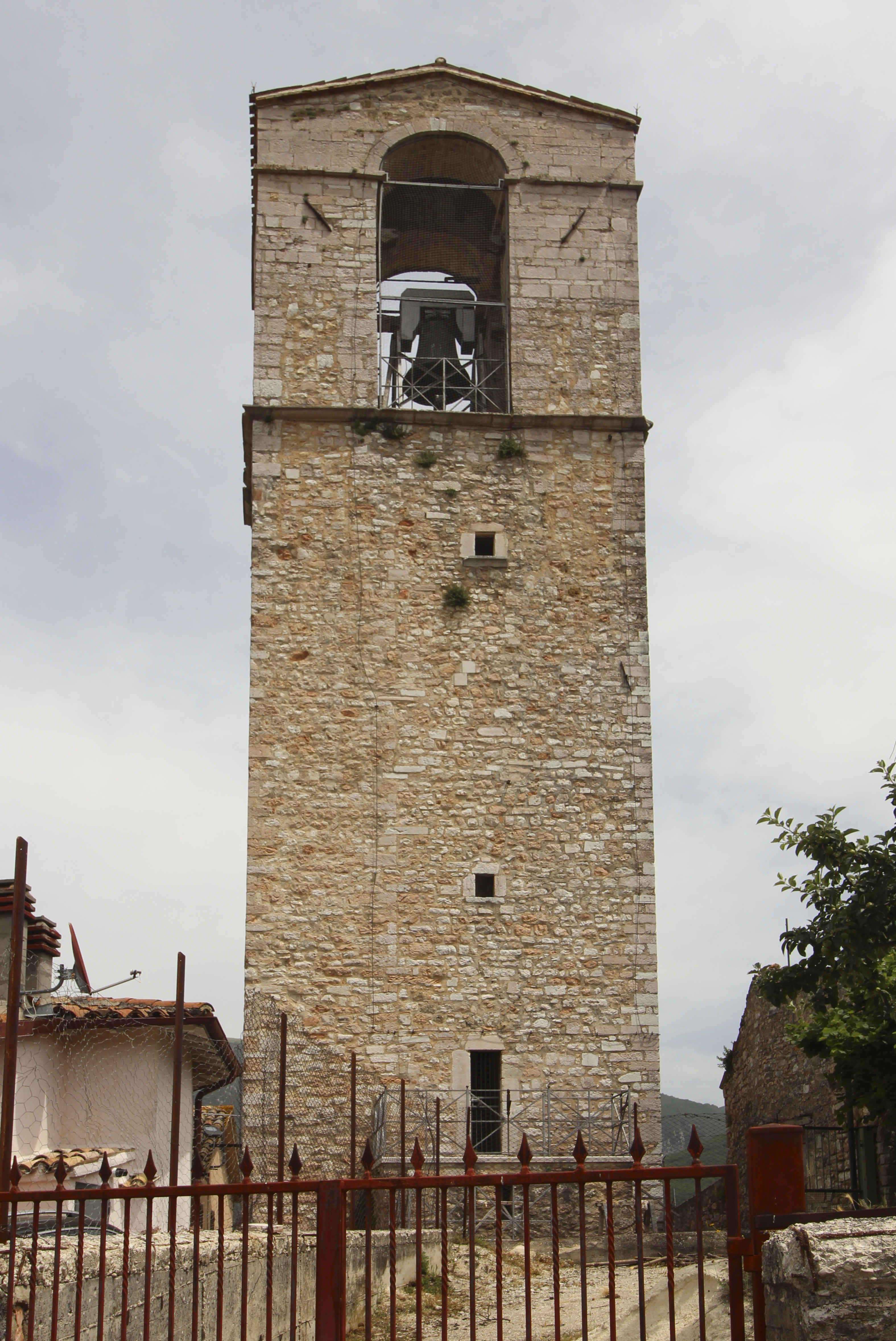
A Torre Campanaria
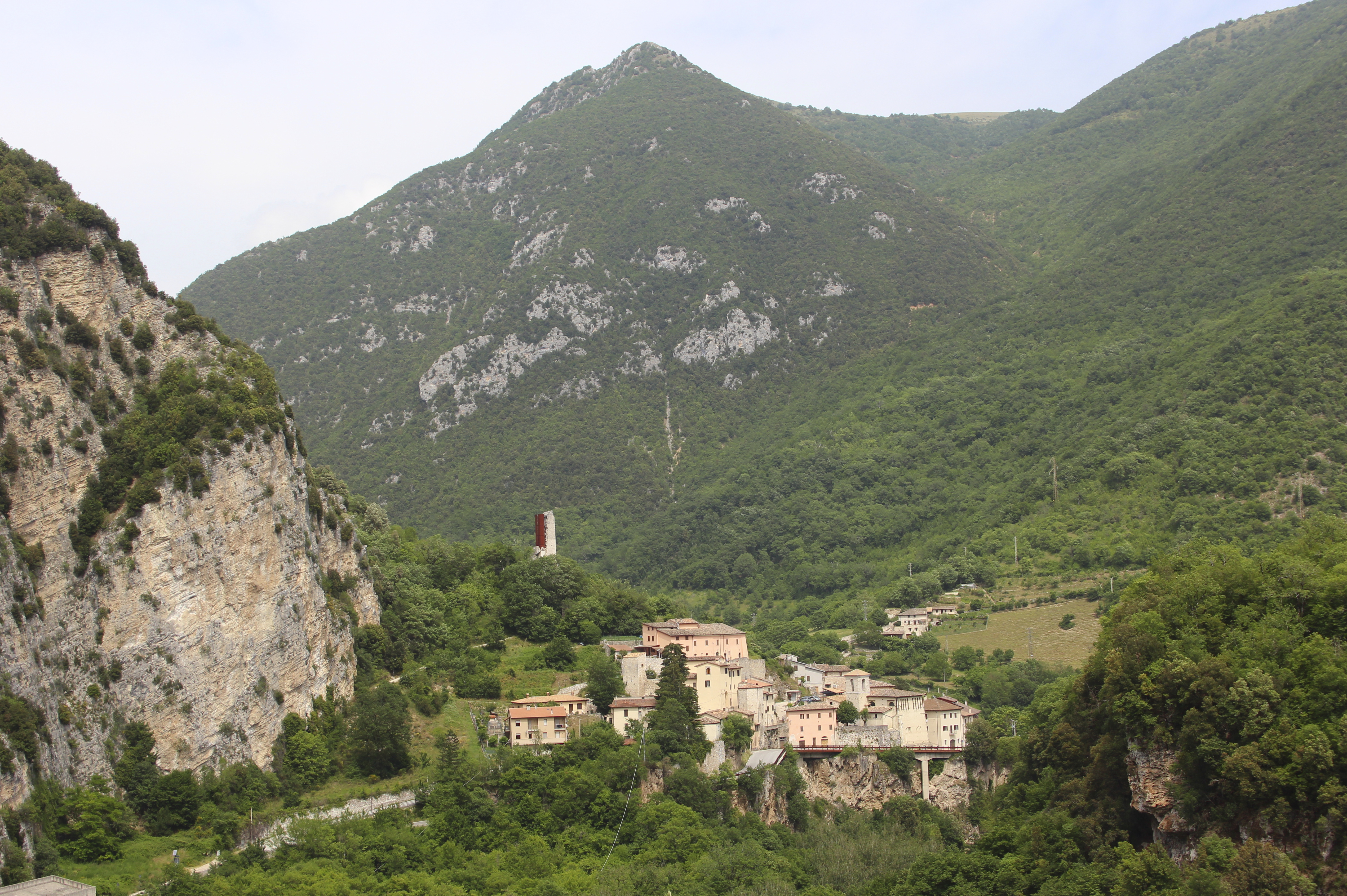
Triponzo